# 池上紗理依
池上 紗理依（いけがみ さりい、1995年〈平成7年〉10月19日 - ）は、日本の女優、モデル、グラビアアイドル。イトーカンパニー所属。マネージメントはブリングス。

## 略歴
新潟県出身。9歳の頃から子役としてエキストラの仕事を行う。その後2009年から事務所に所属しタレント活動を本格化。2011年からアイドルグループ「BLESS」の一員として2013年4月まで在籍した。
2012年「ミスヤングチャンピオン」グランプリ。
その後は女性誌に活動を移し、『LARME』（徳間書店）レギュラーモデルを務める。
2016年『週刊プレイボーイ』49号（集英社）でグラビア活動を再開。同年『週刊ヤングマガジン』51号（講談社）で青年漫画誌に4年ぶりに掲載される。2017年『週刊ヤングマガジン』（講談社）第9号では表紙、巻頭グラビアを担当。両誌では「大型新人」として掲載されたが、ジュニアアイドル時代、ミスヤングチャンピオン時代を経ているためグラビアアイドルとしてはむしろ遅咲きとの分析もある。
『ヤングチャンピオン』（秋田書店）2017年3月発売のNo.8で表紙を担当。紙面には「凱旋登場」と記された。

## 人物
稲森美優や冨手麻妙と仲が良く、お互いのブログにも度々登場する。
兄が二人いる（6歳上と3歳上）。

## 作品

### イメージビデオ
- はじめまして池上紗理依 です!!（2010年2月5日、渋谷ミュージック）
- マシュマロ記念日 14歳 中2（2010年6月4日、渋谷ミュージック）
- ボクの太陽 （2010年12月24日、スパイスビジュアル）
- 僕の後輩はさりいちゃん 池上紗理依 15歳 中3（2011年4月14日、シルク）
- white -まなざし-（2011年12月24日、オルスタックソフト販売）
- Anniversarii（2011年12月24日、BNS）
- ミスヤングチャンピオン2012（2011年11月21日、イーネット・フロンティア）
- サリースマイル （2013年9月27日、晋遊舎）

## 出演

### ドラマ
- ようこそ、わが家へ（2015年4月 - 6月、フジテレビ） - ナカノ電子部品 女子社員 役
- でぶせん（2016年8月21日 - 10月2日、日本テレビ） - 神夜晶 役
- クズの本懐（2017年、フジテレビ） - 絵鳩早苗 役
- 西村京太郎トラベルミステリー67「箱根紅葉・登山鉄道の殺意」（2017年4月8日、テレビ朝日） - 坂上早苗 役
- 「直撃!シンソウ坂上」再現ドラマ 西鉄バスジャック事件（2018年、フジテレビ） - 乗客 役
- サイレント・ヴォイス 行動心理捜査官・楯岡絵麻 Season1 第6話（2018年11月10日、BSテレ東） - 木戸真理 役
- 路〜台湾エクスプレス〜（2020年5月16日 - 5月30日、NHK総合） - 葉山曜子（青年期） 役
- 悪女（わる）働くのがカッコ悪いなんて誰が言った? 第6話（2022年5月18日、日本テレビ） - 広田萌 役

### 映画
- 2007年　口裂け女　監督：白石晃士
- 2010年　波多野組「SP エピソードⅴ」
- 2013年　ミスヤンチャン学園・飯田橋女子高校～とどけ!乙女の想い～KISS部　紗理依 役　監督：ウンノヨウジ
- 2017年　イタズラなKiss THE MOVIE2～キャンパス編　THE MOVIE3～プロポーズ編　松本綾子 役　監督：溝口稔
- 2017年　タイマン 3・4　麻宮由奈 役　監督：柿原利幸 　※Vシネマ
- 2018年　いぬやしき　監督:佐藤信介 松原みさき 役
- 2018年　空飛ぶタイヤ　門田の恋人 役
- 2024年　ひとつの空 主演・横倉莉子 役 監督：遠藤一平[10]

### 配信ドラマ
- プロ彼女の条件 芸能人と結婚したい女たち（2024年4月23日、BUMP） - リンカ 役

### ラジオ
- 2017年4月3日～　FM-NIIGATA77.5「ピカイチ presents Beauty Diary♪」 （毎週月~木 21:55~（5分番組）OA！）

### テレビ
- 明日どこ！？ お宅のゴハンを食べさせて下さい マルタ編（2018年3月、TOKYO MX2）
- 明日どこ！？DX マルタ国際マラソン編（2019年3月、TOKYO MX）
- 東京03 in UNDERDOGS -今日は負けたけど、明日は絶対勝つ- ゾンビに恋は難しい 1話 - 3話（2020年6月3日 - 、BSフジ）- ゾンビ役

### 舞台
- ハッピーゴーアンラッキー 月組（2011年10月12日 - 16日、池袋シアターKASSAI） - 野倉真珠 役
- ぱじゃまdeおじゃま～香州女子寮物語（2012年4月28日 - 30日、高田馬場RABINEST）
- UTSUKE 過去編 一夜（2015年2月12日 - 15日、池袋シアターグリーンBIG TREE THEATRE）
- ハッピーゴーアンラッキー（2015年6月17日 - 22日、Geki地下Liberty） - 瑠璃 役
- 心は孤独なアトム（2015年10月22日・24日・25日、池袋シアターグリーンBIG TREE THEATRE / 2015年11月14日・15日、大阪ABCホール） - 主演・少女アヤコ 役

### 雑誌
- ファッション雑誌『LARME』のレギュラーモデル
- フリーペーパーMidika  表紙  2015.2.1
- 2015年3月17日発売15号～レギュラー「LARME～SWEET GIRL ARTBOOK～」
- 2015年3月17日発売15号「LARME～SWEET GIRL ARTBOOK～」ヘアアレンジ企画・BEAUTY特集
- 2015年5月16日発売16号「LARME～SWEET GIRL ARTBOOK～」NEW MODELS・浴衣×ヘアアレンジ
- 2015年7月17日発売17号「LARME～SWEET GIRL ARTBOOK～」ヘアカタログ企画・県別スナップ企画
- 2015年6月20日・9月20日「デジタルカメラマガジン」7月号・9月号
- 2015年6月23日・7月23日「SOUP」8月号・9月号
- 2015年11月20日「LuRe」創刊号
- 2015年12月20日「フォトテクニックデジタル」1月号
- 2016年1月20日「フォトテクニックデジタル」2月号
- 2016年3月19日「週刊ヤングマガジン」第16号　巻末グラビア
- 2016年5月9日「週刊ヤングマガジン」第23号　巻末グラビア
- 2016年5月20日「月刊ヤングマガジン」第6号　巻末グラビア
- 2016年8月1日「週刊ヤングマガジン」第35号　巻末グラビア
- 2016年11月21日「週刊ヤングマガジン」第51号　巻末グラビア
- 2016年11月21日「週刊プレイボーイ」No.49  グラビア
- 2016年11月28日「#girl マガジン」
- 2017年1月30日「週刊ヤングマガジン」第9号　表紙&巻頭グラビア
- 2017年2月17日「ヤングガンガン」巻中グラビア
- 2017年2月25日「月刊ビッグガンガン」グラビア
- 2017年4月28日「ヤングアニマル」表紙&巻頭グラビア
- 2017年6月19日「週刊プレイボーイ」No.27　グラビア
- 2017年6月20日「デジタルカメラマガジン WeekendGirl』7月号
- 2019年2月14日「週刊ヤングジャンプ」第11号　表紙&巻頭&巻中グラビア　武田玲奈と出演[11]

### ステージ
- 第5回 TEENS COLLECTION 舞浜アンフィシアター 2015.3.23 ファッションショー出演
- 第2回 Flying summer KFC Hall 2015.5.2 ファッションシュー出演

### その他
- 第一興商「カラオケ戦隊ウタウンジャー」

## 書籍

### カレンダー
- 池上紗理依 2018年 カレンダー（2017年、トライエックス）[12]